# EX-302
La carretera EX-302 (oficialmente la « EX-302 , de N-630 a Alburquerque por Brozas») es una carretera española cuyo trayecto discurre por el oeste de Extremadura. Está gestionada por la Junta de Extremadura y forma parte de la red local.
La carretera tiene su inicio en el término municipal de Garrovillas de Alconétar, en la provincia de Cáceres. Sale hacia el noroeste de la carretera nacional N-630, a medio camino entre La Perala y la desembocadura del río Almonte, y pasa por el sur del casco urbano de Garrovillas de Alconétar, villa que tiene a la EX-302 como su carretera principal de acceso. Posteriormente baja hacia el suroeste hasta Navas del Madroño, donde se cruza con la carretera EX-207. La carretera desaparece formalmente al continuar su trazado hacia el oeste coincidiendo con la EX-207, y vuelve a aparecer en Brozas, donde recorre el oeste de la villa saliendo de la EX-207 hacia el sur, llegando hasta Herreruela, donde se cruza con la carretera nacional N-521. En su continuación hacia el sur de Herreruela, recorre treinta kilómetros sin pasar por localidad alguna, atravesando la sierra de San Pedro y entrando en la provincia de Badajoz. Su recorrido finaliza en Alburquerque, en la carretera EX-110
Es una de las carreteras más antiguas de Extremadura, pues la mayor parte de sus tramos estaban ya construidos a finales del siglo XIX. El tramo de Garrovillas a Navas del Madroño y el del límite interprovincial a Alburquerque fueron los últimos en construirse, ya en el siglo XX.